# Warner TV Serie
Warner TV Serie (bis 24. September 2021: TNT Serie) ist ein deutschsprachiger Pay-TV-Sender, der ausschließlich Fernsehserien (sowohl Wiederholungen als auch Deutschlandpremieren) ausstrahlt. Der Sender wird von Turner Broadcasting System (Warner Bros. Discovery) betrieben und startete am 28. Januar 2009. Das Programm wurde zunächst von 20:15 Uhr bis 5:45 Uhr ausgestrahlt, seit dem 1. Juni 2009 wird rund um die Uhr gesendet.
Um den Zuschauern einen nahtlosen Übergang von einem Programm zum nächsten zu bieten, werden Sendungen ohne Abspann gezeigt.
Am 14. Juni 2021 wurde bekannt, dass der Sender am 25. September 2021 im Zuge eines Rebrandings in Warner TV Serie umbenannt werden wird.

## Empfang
Warner TV Serie ist digital über Kabel, Satellit und IPTV im Rahmen der Pay-TV-Programmbouquets von HanseNet, Vodafone Kabel Deutschland, Sky, Deutsche Telekom und Unitymedia zu empfangen. In der Schweiz wird der Kanal von Teleclub, UPC Schweiz und Quickline angeboten.
In Österreich wird der Sender über A1, UPC und Sky Österreich vertrieben.
Seit dem 11. Oktober 2010 wird TNT Serie in hochauflösender Qualität (HD) bei Unitymedia sowie seit 10. November bei Kabel Deutschland verbreitet. Zum 1. Dezember 2010 folgte die Einspeisung auch bei Kabel BW und der Deutschen Telekom. UPC bietet den Sender in Österreich im HD-Extra-Zusatzpaket ebenfalls in 1080i-Auflösung an. Seit dem 22. Juni 2012 ist TNT Serie HD auch über Satellit zu empfangen.

## Senderlogos

Logo von TNT Serie bis zum 30. Mai 2016
Logo von TNT Serie HD bis zum 30. Mai 2016
Logo von TNT Serie vom  1. Juni 2016 – 24. September 2021
Logo von TNT Serie HD vom  1. Juni 2016 – 24. September 2021
Logo von Warner TV Serie seit 25. September 2021
Logo von Warner TV Serie HD von 25. September 2021 bis 2024

## Aktuelle Serien

### Eigenproduktionen
- Para – Wir sind King (seit 2021)

Kommende Produktionen
- Boom Boom Bruno (ab 2024)[8]
- Die zwei Seiten des Abgrunds (ab 8. Mai 2023)[9]

### Wiederholungen
- Dr. House (seit 2020)
- Dr. Quinn – Ärztin aus Leidenschaft (seit 2021)
- Flipper (seit 2020)
- Hudson & Rex (seit 2019)
- Mord ist ihr Hobby (seit 2009)
- Navy CIS (seit 2021)
- Navy CIS: L.A. (seit 2021)
- NTSF:SD:SUV:: (seit 2012)
- Person of Interest (seit 2023)
- Rizzoli & Isles (seit 2012)
- SEAL Team (seit 2018)
- The Flash (seit 2016)
- Unsere kleine Farm (seit 2019)
- White Collar (seit 2023)

Außerdem werden Serien vom Sender Adult Swim in einem Fernsehblock von Montag bis Freitag ab 23 Uhr gezeigt. Ab Dezember 2016 wurde die Wrestlingliga Lucha Underground auf TNT Serie übertragen.

## Ehemalige Serien
- 4Blocks (2016–2019)
- 30 Rock (2009–2014)
- Add a Friend (2012–2019)
- AEW Dynamite (2019–2022)
- Akte X – Die unheimlichen Fälle des FBI (2019–2022)
- Almost Fly (2022)
- Big Love (2009–2013)
- Boardwalk Empire (2011–2013)
- Caroline in the City (2009–2010)
- Cold Case – Kein Opfer ist je vergessen (2010–2019)
- Dawson’s Creek (2009–2013)
- Ehe ist… (2009–2013)
- Emergency Room – Die Notaufnahme (2009–2014)
- Falling Skies (2011–2022)
- Friday Night Lights (2009–2014)
- Friends (2010–2016)
- Fringe – Grenzfälle des FBI (2012–2014)
- Game of Thrones (2011–2020)
- Gemini Division (2011–2012)
- Gilmore Girls (2009–2017)
- Hart aber herzlich (2014–2016)
- Hell on Wheels (2013–2017)
- Hör mal, wer da hämmert (2012–2015)
- King of Queens (2009–2016)
- Knight Rider (2011–2016)
- Luck (2012–2013)
- Men at Work (2013–2016)
- Monday Mornings (2013–2021)
- Monk (2009–2023)
- Moral Orel (2009–2016)
- Murder In the First (2014–2016)
- Nip/Tuck – Schönheit hat ihren Preis (2009–2011)
- Nurse Jackie (2011–2014)
- Psych (2009–2013)
- Reich und Schön (2022–2023)
- Rescue Me (2009–2014)
- Rita Rockt (2010–2013)
- Robot Chicken (2009–2017)
- Scrubs – Die Anfänger (2012–2013)
- Seinfeld (2009–2015)
- Six Feet Under – Gestorben wird immer (2009–2010)
- Smallville (2009–2012)
- Tell Me You Love Me (2009)
- The Black Donnellys (2009–2011)
- The Frankenstein Chronicles (2016–2018)
- The Last Ship (2014–2018)
- The Starter Wife – Alles auf Anfang (2010–2012)
- Third Watch – Einsatz am Limit (2009–2011)
- Two and a Half Men (2010–2016)
- Weinberg (2015)
- Without a Trace – Spurlos verschwunden (2009–2018)